# Coppa dei Campioni d'Africa 1991
La Coppa dei Campioni d'Africa 1991 è stata la ventisettesima edizione del massimo torneo calcistico africano per squadre di club maggiori maschili.

## Risultati

### Turno preliminare
| Squadra 1       | Totale          | Squadra 2          | Andata | Ritorno |
| --------------- | --------------- | ------------------ | ------ | ------- |
| Ifodjè Atakpamé | 1 - 3           | Sahel S.C.         | 0 - 0  | 1 - 3   |
| Fianarantsoa    | 4 - 1           | St. Louis Suns Utd | 4 - 1  | 0 - 0   |
| LDF             | 0 - 3           | Pamba              | 0 - 3  | 0 - 0   |
| Tempête Mocaf   | 2 - 8           | Petro Atlético     | 2 - 4  | 0 - 4   |
| Brewery         | a tav.          | Gaadiidka          | -      | -       |
| Denver Sundowns | 1 - 1 (4-2 dcr) | Gaborone United    | 0 - 1  | 1 - 0   |

### Primo turno
| Squadra 1          | Totale          | Squadra 2             | Andata | Ritorno |
| ------------------ | --------------- | --------------------- | ------ | ------- |
| Al-Ahly            | a tav.          | Brewery               | -      | -       |
| Al-Ittihad Tripoli | 0 - 2           | ASEC Mimosas          | 0 - 2  | 0 - 0   |
| Al-Merrikh         | 1 - 1 (7-8 dcr) | Villa                 | 1 - 0  | 0 - 1   |
| Club Africain      | 7 - 2           | Requins               | 5 - 1  | 2 - 1   |
| Saint Éloi Lupopo  | 1 - 1 (gfc)     | JAC                   | 1 - 1  | 0 - 0   |
| Gor Mahia          | 1 - 4           | Highlanders           | 1 - 0  | 0 - 4   |
| Hearts of Oak      | 5 - 5 (gfc)     | Petro Atlético        | 4 - 2  | 1 - 3   |
| Inter Brazzaville  | 2 - 2 (gfc)     | Vital'O               | 2 - 1  | 0 - 1   |
| Iwuanyanwu         | 3 - 2           | Old Edwardians        | 3 - 0  | 0 - 2   |
| JS Kabylie         | 6 - 1           | Elect Sport N'Djamena | 6 - 0  | 0 - 1   |
| Matchedje          | 1 - 2           | Pamba                 | 1 - 1  | 0 - 1   |
| Nkana Red Devils   | 6 - 0           | Fianarantsoa          | 6 - 0  | [ 3 ]   |
| Port Autonome      | 0 - 1           | Djoliba               | 0 - 0  | 0 - 1   |
| Sahel S.C.         | 1 - 3           | Wydad Casablanca      | 0 - 0  | 1 - 3   |
| Sunrise            | 7 - 2           | Denver Sundowns       | 6 - 0  | 1 - 2   |
| Union Douala       | 5 - 1           | Étoile Ouagadougou    | 3 - 0  | 2 - 1   |

### Secondo turno
| Squadra 1        | Totale          | Squadra 2        | Andata | Ritorno |
| ---------------- | --------------- | ---------------- | ------ | ------- |
| Al-Ahly          | 4 - 1           | Highlanders      | 3 - 1  | 1 - 0   |
| Club Africain    | 2 - 1           | Djoliba          | 2 - 0  | 0 - 0   |
| Iwuanyanwu       | 7 - 1           | JAC              | 5 - 0  | 2 - 1   |
| JS Kabylie       | 1 - 3           | Wydad Casablanca | 1 - 0  | 0 - 3   |
| Villa            | 5 - 3           | Pamba            | 4 - 1  | 1 - 2   |
| Nkana Red Devils | 3 - 4           | Sunrise          | 2 - 0  | 1 - 4   |
| Petro Atlético   | 1 - 1 (1-3 dcr) | ASEC Mimosas     | 1 - 0  | 0 - 1   |
| Union Douala     | 2 - 0           | Vital'O          | 2 - 0  | 0 - 0   |

### Quarti di finale
| Squadra 1     | Totale          | Squadra 2        | Andata | Ritorno |
| ------------- | --------------- | ---------------- | ------ | ------- |
| Al-Ahly       | 2 - 2 (2-4 dcr) | Villa            | 2 - 0  | 0 - 2   |
| Club Africain | 2 - 1           | Wydad Casablanca | 2 - 0  | 0 - 1   |
| Iwuanyanwu    | 3 - 3 (6-5 dcr) | ASEC Mimosas     | 3 - 0  | 0 - 3   |
| Union Douala  | 1 - 2           | Sunrise          | 1 - 1  | 0 - 1   |

### Semifinali
| Squadra 1     | Totale      | Squadra 2  | Andata | Ritorno |
| ------------- | ----------- | ---------- | ------ | ------- |
| Club Africain | 4 - 4 (gfc) | Sunrise    | 3 - 0  | 1 - 4   |
| Villa         | 4 - 3       | Iwuanyanwu | 3 - 2  | 1 - 1   |

### Finale

#### Andata
| Arbitro: | Kouassi |

|                                                                 |           |                     |
| Mhaissi 30’, 49’ Touati 44’ Sellimi 54’ Rouissi 79’, 84’ (rig.) | Marcatori | 33’ Kato 81’ Musisi |

#### Ritorno
| Arbitro: | Sène |

|               |           |            |
| Butambuze 71’ | Marcatori | 51’ Touati |